# Repetition
"Repetition" (em português:  Repetição) é o terceiro single do álbum Information Society, lançado pelo grupo de synthpop Information Society em 1989.
A canção conseguiu chegar a posição #76 na Billboard Hot 100. O clipe da música, filmado em preto e branco, mostra a banda entre ruinas de edificios e coisas velhas, que completam as frases tristes da letra da música.

## Faixas
7" Single
| N.º | Título                 | Duração |  |
| 1.  | "Repetition" (Edit)    | 4:00    |  |
| 2.  | "Something in the Air" | 4:53    |  |

12" Single
| N.º | Título                                      | Duração |  |
| 1.  | "Repetition" (LP Version)                   | 4:32    |  |
| 2.  | "Something in the Air" (Extended Club Edit) | 6:24    |  |
| 3.  | "Something in the Air" (Dub)                | 6:24    |  |

CD Single
| N.º | Título                    | Duração |  |
| 1.  | "Repetition" (Edit)       | 4:00    |  |
| 2.  | "Repetition" (LP Version) | 4:32    |  |

## Posições nas paradas musicais
| País - Parada Musical (1989)       | Melhor posição |
| ---------------------------------- | -------------- |
| Estados Unidos - Billboard Hot 100 | 76             |